# Manel Gibert Vallès
Manel Gibert Vallès (* 1966 in Reus) ist ein andorranischer Lyriker. Er arbeitete als Lehrer für katalanische Sprache und Literatur am Comte-de-Foix-Gymnasium und schließlich als Lehrer für Philosophie und Psychologie an der andorranischen Mittelschule. Von 2002 bis 2005 war er freier Mitarbeiter der Tageszeitung Diari d’Andorra. Bei der Frankfurter Buchmesse 2007 war er Mitglied des andorranischen Autorenteams vor Ort.

## Werke
- Pluja, Andorra la Vella 2000
- Quadern d’Arans (una suite de tankes i haikus), Andorra la Vella 2003

## Auszeichnungen
- 1998 Premi del Concurs de Poesia de la Biblioteca Pública del Govern d’Andorra
- 2002 Premi del Concurs de Poesia de la Biblioteca Pública del Govern d’Andorra
- 2005 Premi de Poesia Miquel Martí i Pol